# B 82500
Pour les articles homonymes, voir Bibi.
,,
Les B 82500 sont des automoteurs de la SNCF, spécialisés au trafic TER. Ces matériels constituent la version bi-mode (électrique et diesel) et bi-courant (1,5 kV continu et 25 kV 50 Hz) de l'autorail grande capacité (AGC) de Bombardier, aussi nommée BBGC ou Bibi (pour bimode-bicourant). Ils ont été construits en France dans l'usine Bombardier de Crespin.

## Description
Comme tout engin diesel, les B 82500 ont la capacité de circuler sur toutes les lignes du réseau ferré français à écartement standard, qu'elles soient électrifiées ou non. Cependant, par rapport à un engin diesel, ils ont l'avantage de pouvoir utiliser le mode de traction électrique sur les lignes électrifiées en 1 500 V continu, comme les B 81500. Ils ont également l'avantage par rapport aux B 81500 de pouvoir également utiliser le mode de traction électrique sur les lignes électrifiées en 25 kV 50 Hz alternatif monophasé. 

L'ajout d'un transformateur par rapport au B 81500 a été nécessaire pour pouvoir utiliser le courant monophasé. La place nécessaire à ce transformateur supplémentaire (placé sur le toit de la remorque paire) impose une composition à quatre caisses. Il n’existe donc pas de B 82500 à trois caisses.

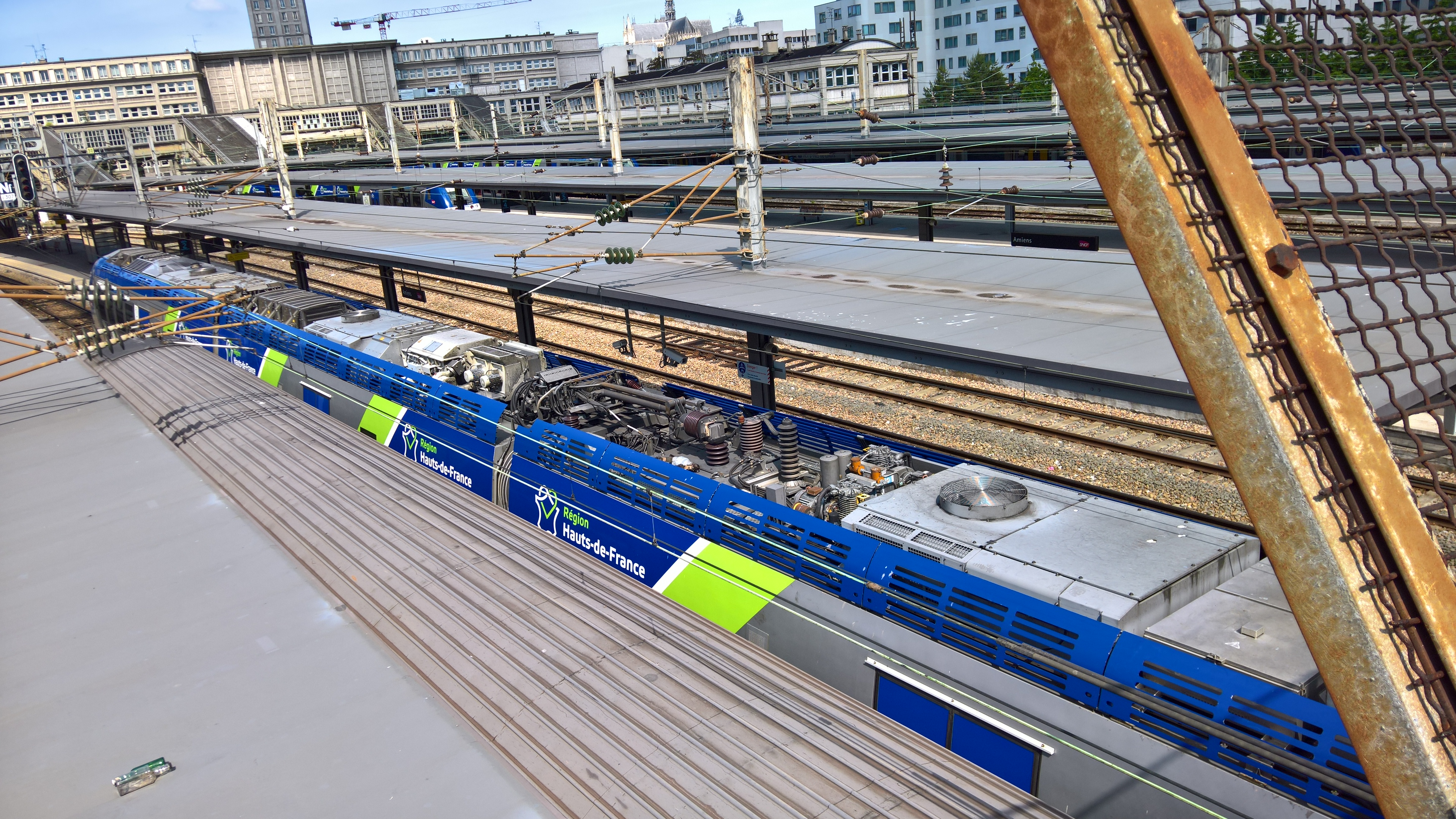
Toiture d'une motrice impaire, vue en gare d'Amiens, depuis une passerelle piétonne.

La réglementation a évolué pour définir des règles de changement de mode : les conducteurs ne sont pas libres de passer du mode thermique vers le mode électrique et vice versa à leur gré. Les lieux de transition définis par le règlement sont soit indiqués par une signalisation repérant les points de changement de mode de traction, soit fixés dans une gare où un arrêt normal est prévu et au cours duquel le conducteur change de mode de traction. Le conducteur peut changer de mode de traction en dehors de ces lieux, mais sous certaines conditions assez restrictives.
Jusqu'à la mise en service de l'électrification de Gretz-Armainvilliers à Nogent-sur-Seine, y compris l'antenne vers Provins, le 3 juillet 2022, le passage du mode électrique au mode thermique et inversement tout en roulant était autorisé entre la gare d'Émerainville - Pontault-Combault et la gare de Roissy-en-Brie sur la ligne de Paris-Est à Mulhouse-Ville, la ligne étant équipée en conséquence. A contrario, sur la ligne du sillon alpin en région Rhône-Alpes, le changement du mode thermique en mode électrique (et vice versa) se fait à l'arrêt en gares de Chambéry et d'Aix-les-Bains. Pour le service annuel 2014, lors de l'électrification intégrale du sillon alpin, ces véhicules pourront fonctionner intégralement en mode électrique bi-courant (excepté lors de travaux caténaires nécessitant la coupure de courant sur la section concernée). Ils sont couplables avec des Z 27500 ZGC et des X 76500 XGC.
Les premières relations à bénéficier de ce matériel ont été Paris/Troyes/Chalindrey et Chalindrey/Saint-Dizier/Vitry-le-François depuis le mardi 9 octobre 2007. Sur le réseau Transilien, la ligne de Paris-Est à Provins (branche sud de la ligne P) a vu circuler sa première rame Bibi le 2 février 2008.

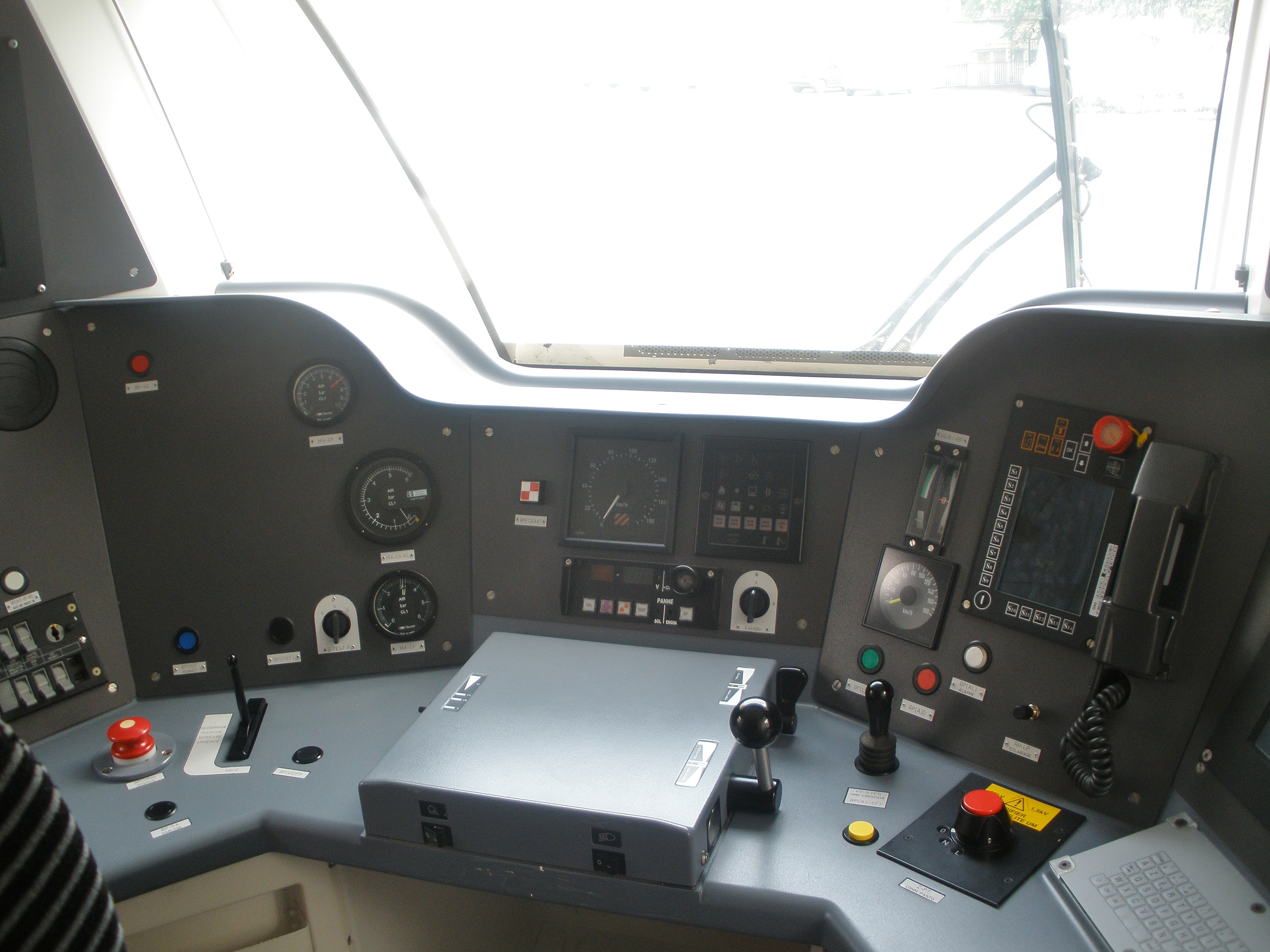
Cabine de conduite du B 82500.

Le 25 mai 2009 a eu lieu la présentation à la Presse d'une rame B 82500, la B 82567/568 de la région Rhône-Alpes, sur le parcours de Chambéry à Grenoble. Cette rame quadricaisse a circulé en 1 500 V continu de Chambéry à Montmélian, en traction thermique de Montmélian à Grenoble-Universités-Gières et en 25 kV 50 Hz de Grenoble-Universités-Gières à Grenoble. Les B 82500 « Rhône-Alpes » sont entrés en service commercial le 6 septembre 2009 sur la ligne du sillon alpin, Valence – Grenoble – Chambéry – Annecy/Genève où ils remplacent avantageusement les X 72500 peu fiables.
L'avantage de ces véhicules est de pouvoir simplifier les roulements et la logistique. Par exemple, pour la ligne du Sillon Alpin, avec le passage au nouveau « service annuel 2014 » et la mise en service commercial de l'électrification de cette artère ferroviaire, les roulements et la logistique seront inchangés. La seule modification se situe au niveau du mode de traction. Les parcours assurés jusqu'à présent en mode thermique (puissance réduite de la chaine de traction), entre Chambéry et Valence, se feront désormais entièrement en mode électrique (chaîne de traction fonctionnant à pleine puissance). Il en résultera un gain de productivité et une amélioration de la régularité. En cas de léger retard, la pleine puissance permettra de le combler, beaucoup plus aisément, qu'en mode thermique.

Équipement intérieur et accessibilité
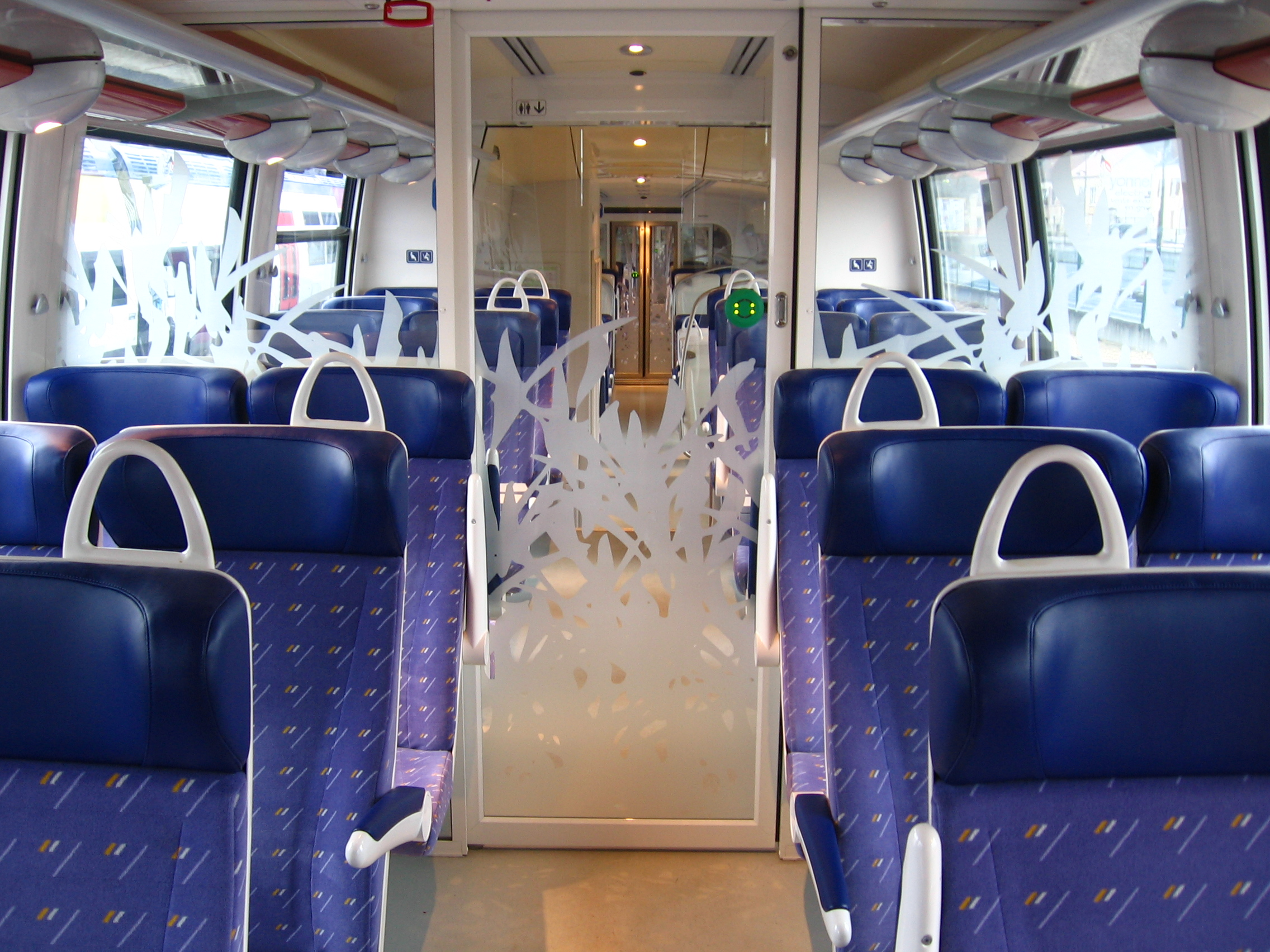
Intérieur d'une B 82500 Transilien.
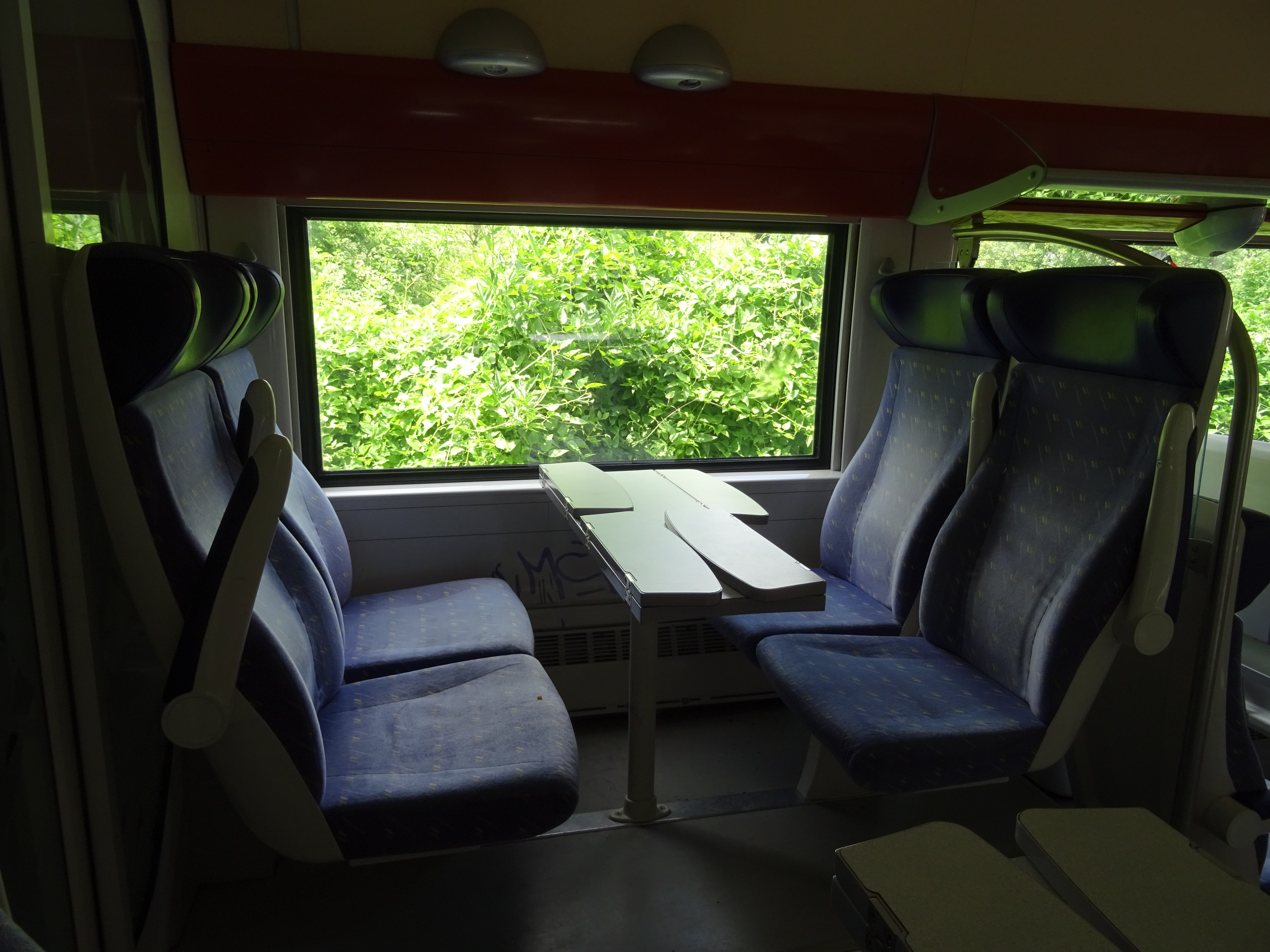
Sièges face à face.
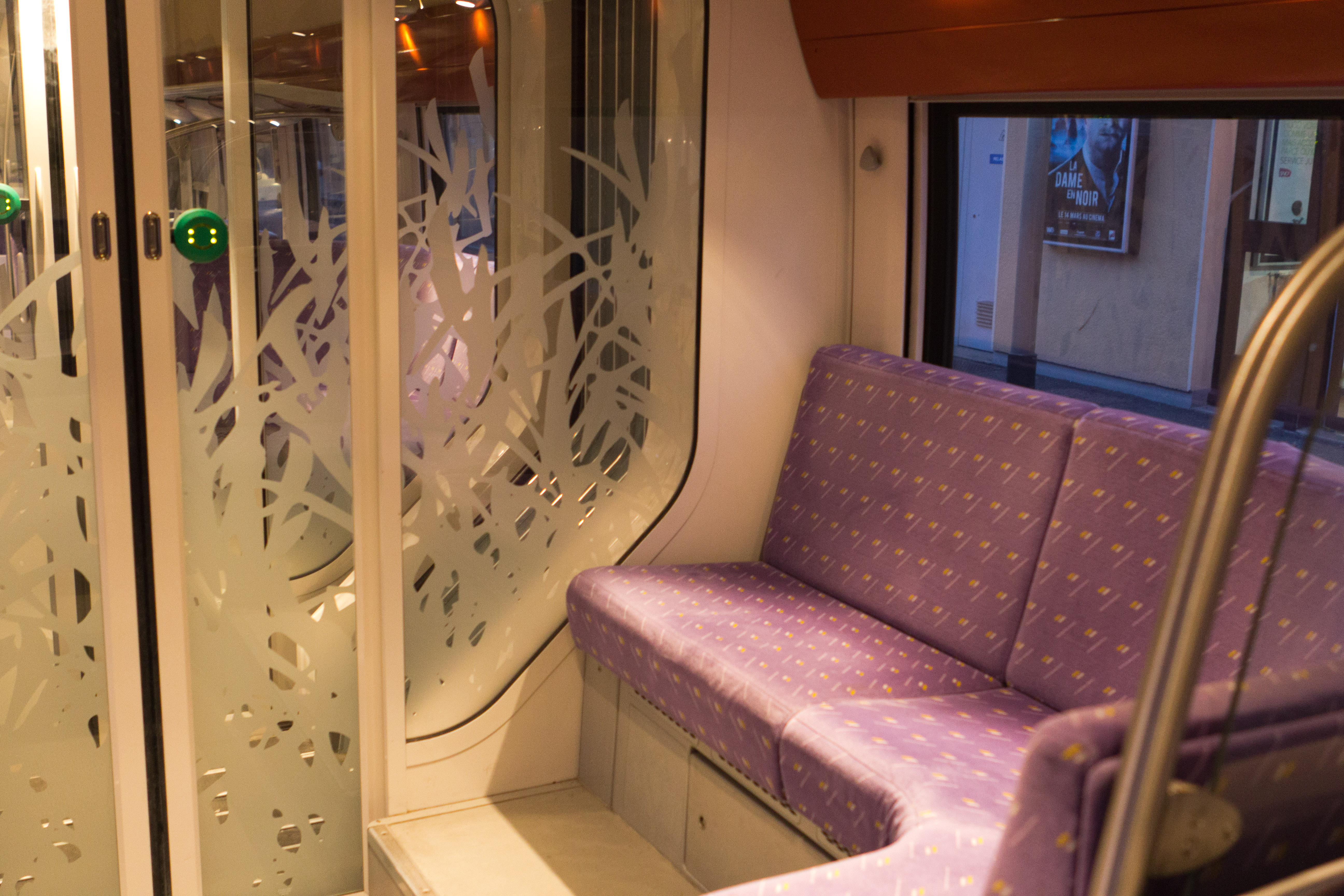
Groupe de sièges au niveau des intercirculations entre les voitures.
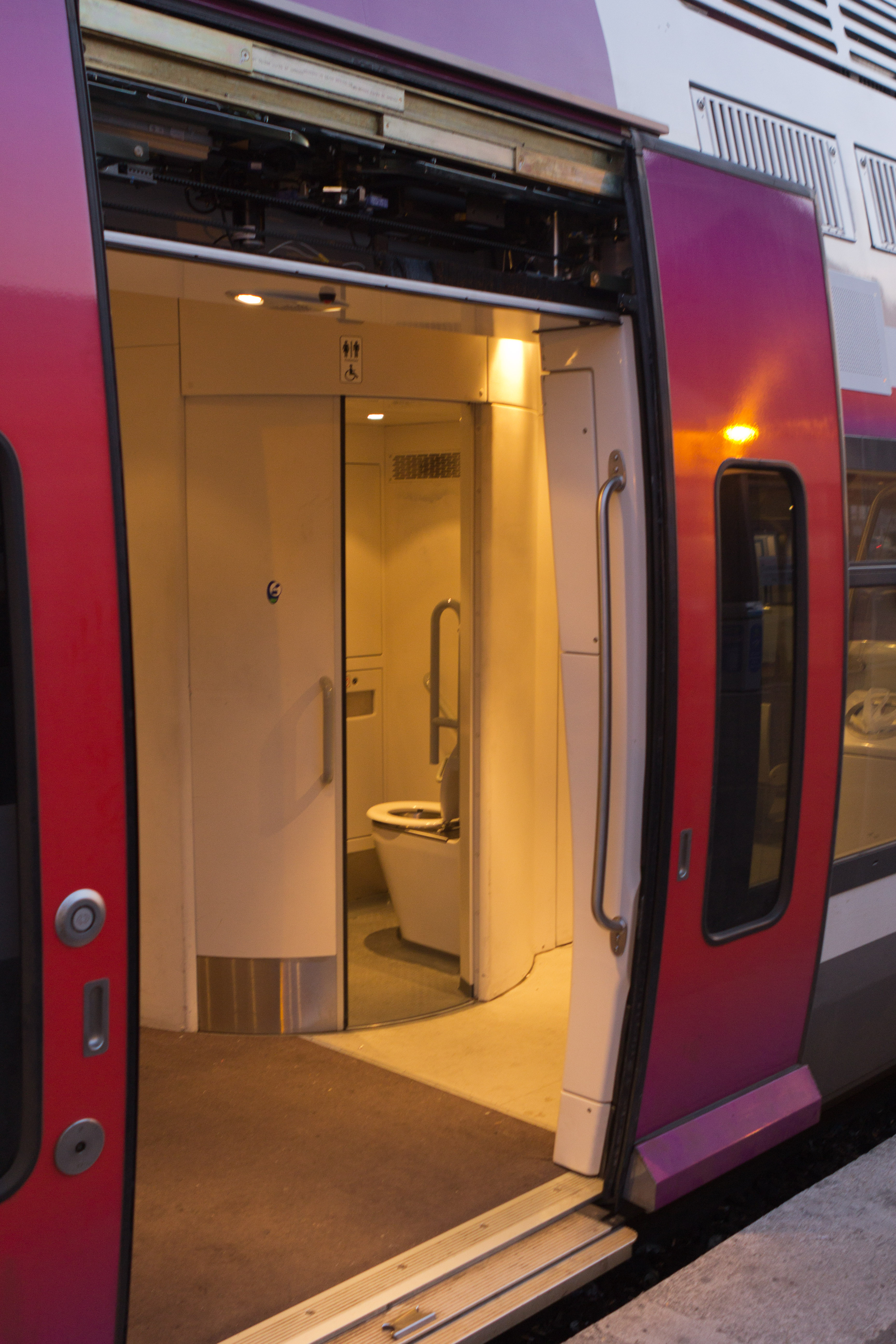
Porte d'accès avec comble-lacune.

## Relations effectuées

### TER Auvergne-Rhône-Alpes

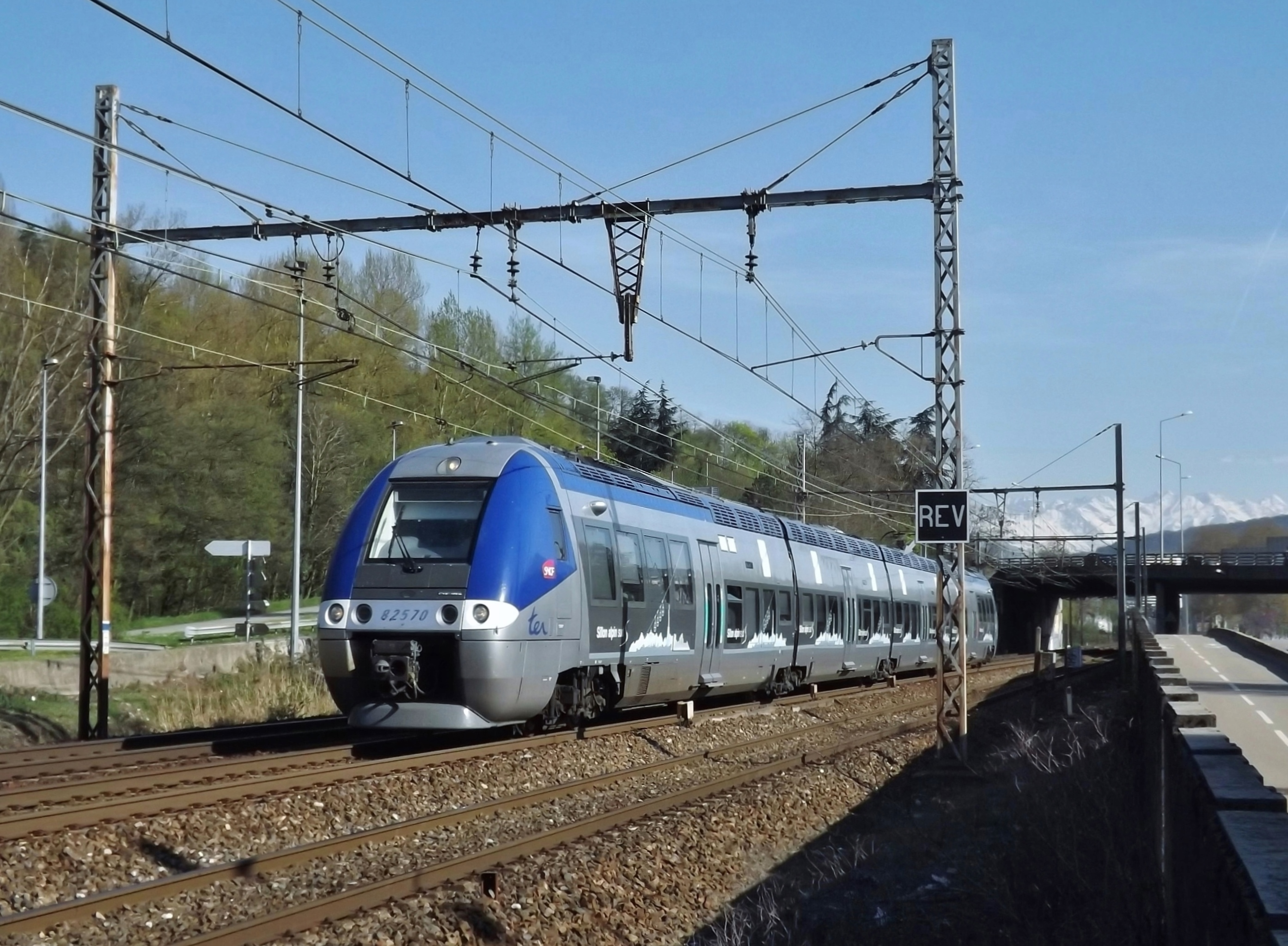
Passage d'un Bibi 82500 avec le pelliculage « Sillon alpin » à la sortie de Chambéry sur la liaison Grenoble-Annecy en 2013.

- Lyon-Perrache – Lyon-Part-Dieu – Genève-Cornavin (en service international)
- Lyon-Part-Dieu – Annecy
- Lyon-Part-Dieu – Annemasse – Évian-les-Bains
- Lyon-Part-Dieu – Annemasse – Saint-Gervais-les-Bains-Le Fayet
- Lyon-Part-Dieu/Lyon-Perrache – Valence-Ville - Avignon-Centre - Marseille-Saint-Charles
- Valence-Ville – Grenoble – Chambéry - Challes-les-Eaux – Genève-Cornavin (en service international) / Annecy
- Grenoble – Clelles - Mens – Veynes - Dévoluy – Gap (uniquement en période de pointe hebdomadaire)
- Lyon-Part-Dieu – Chambéry - Challes-les-Eaux – Modane
- Lyon-Perrache – Paray-le-Monial – Nevers – Vierzon-Ville – Tours

Depuis le 26 novembre 2013, les Bibi 82500 sont autorisés en mode électrique sur la ligne de Grenoble à Montmélian, dont les installations fixes ont été validées par l'Établissement public de sécurité ferroviaire (EPSF) et le GIE Eurailtest.
Depuis février 2014, les B 82500 sont autorisés à fonctionner en mode électrique sur l'intégralité de la ligne Valence - Moirans. Les TER Valence - Annecy et Valence - Genève assurés avec ces véhicules circulent donc totalement en mode électrique de bout en bout. De ce fait, des Z 27500 circulent désormais aussi sur le sillon alpin, en exploitation mélangée.
Le 12 mars 2009, le technicentre (dépôt) de Lyon-Vaise a pris livraison des B 82567/68 et B 82569/70 qui ont été transférés à Grenoble et à Chambéry pour la formation des conducteurs avant leur mise en service progressive à l'été 2009 sur la ligne du sillon alpin entre Valence, Grenoble, Chambéry et Genève ou Annecy, en remplacement des X 72500 transférés sur Lyon – Roanne et Roanne – Saint-Étienne.
Une présentation à la presse a eu lieu le 25 mai 2009 avec une marche spéciale entre Chambéry et Grenoble avec marche sous courant 1 500 V entre Chambéry et Montmélian, avec marche thermique entre Montmélian et Gières et avec marche sous courant 25 kV 50 Hz entre Gières et Grenoble.
La région Rhône-Alpes prend livraison de 28 rames de la série B 82500. Ces rames fonctionnent en traction électrique de Valence à Genève/Annecy. La desserte de Genève, en Suisse, est actuellement la seule relation internationale assurée par les B 82500. Ces véhicules doivent impérativement rouler en mode électrique à Genève (hormis interruption exceptionnelle du tunnel de Châtelaine, nécessitant la déviation des trains SNCF par les voies CFF, joignant Genève-Aéroport). En mode thermique, les moteurs Diesel sont conformes aux nouvelles normes anti-pollution. Depuis le 12 décembre 2010, ces rames sont utilisées, en période de pointe hebdomadaire, sur la relation Grenoble - Veynes - Dévoluy - Gap - Briançon.

### TER Bretagne
Les engins appartenant au réseau TER Bretagne effectuent notamment l'aller-retour Brest – Nantes via Quimper et Redon en utilisant le mode électrique monophasé sur tout le trajet à l'exception de la partie située entre Landerneau et Quimper où les voies ne sont pas électrifiées et où le mode thermique est donc utilisé. Ils effectuent également quelques trajets entre Rennes et Brest, entre Morlaix ou Lannion et Brest et la plupart des relations entre Quimper et Brest.
Depuis 2022, ils effectuent le service cadencé TIRE-BOUCHON sur la ligne d'Auray à Quiberon avec mouvement en provenance et à destination de Rennes pour faciliter le mouvement les jours fériés des engins qui succèdent aux X 73500 peut capacitaires sur celle-ci.

### TER Grand Est

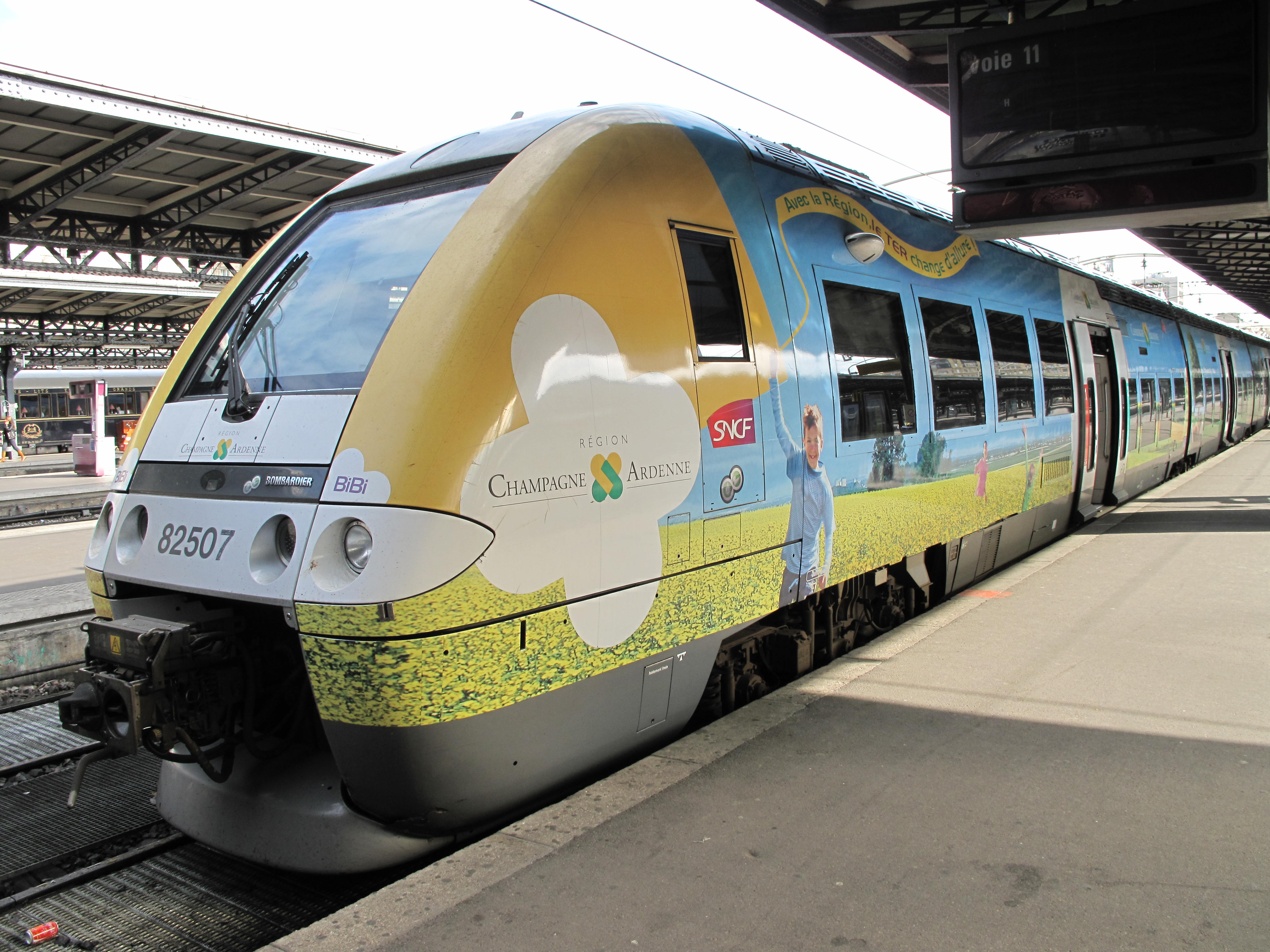
B 82507/08 en TER Champagne-Ardenne en gare de Paris-Est.

Les rames Bibi ont été réceptionnées courant 2010 et début 2011 par la région Alsace. Elles desservent les relations TER Alsace suivantes (liste non exhaustive) :
- en mode électrique :
  - Strasbourg – Mulhouse-Ville
  - Strasbourg – Metz-Ville
  - Mulhouse-Ville – Belfort,
  - Mulhouse-Ville – Colmar ;
- en mode thermique :
  - Strasbourg – Haguenau – Wissembourg,
  - Strasbourg – Lauterbourg,
  - Strasbourg – Sélestat via Molsheim,
  - Strasbourg – Molsheim – Rothau – Saint-Dié-des-Vosges
  - Colmar – Metzeral[11];
  - Metz - Verdun
- en mode électrique et thermique :
  - Strasbourg – Mommenheim en électrique, puis Mommenheim - Sarreguemines en thermique (changement de mode à l'arrêt en gare).
- Paris-Est – Troyes – Culmont - Chalindrey ou Dijon-Ville jusqu'au 1er juillet 2017
- Vitry-le-François – Saint-Dizier – Culmont - Chalindrey

### TER Hauts-de-France

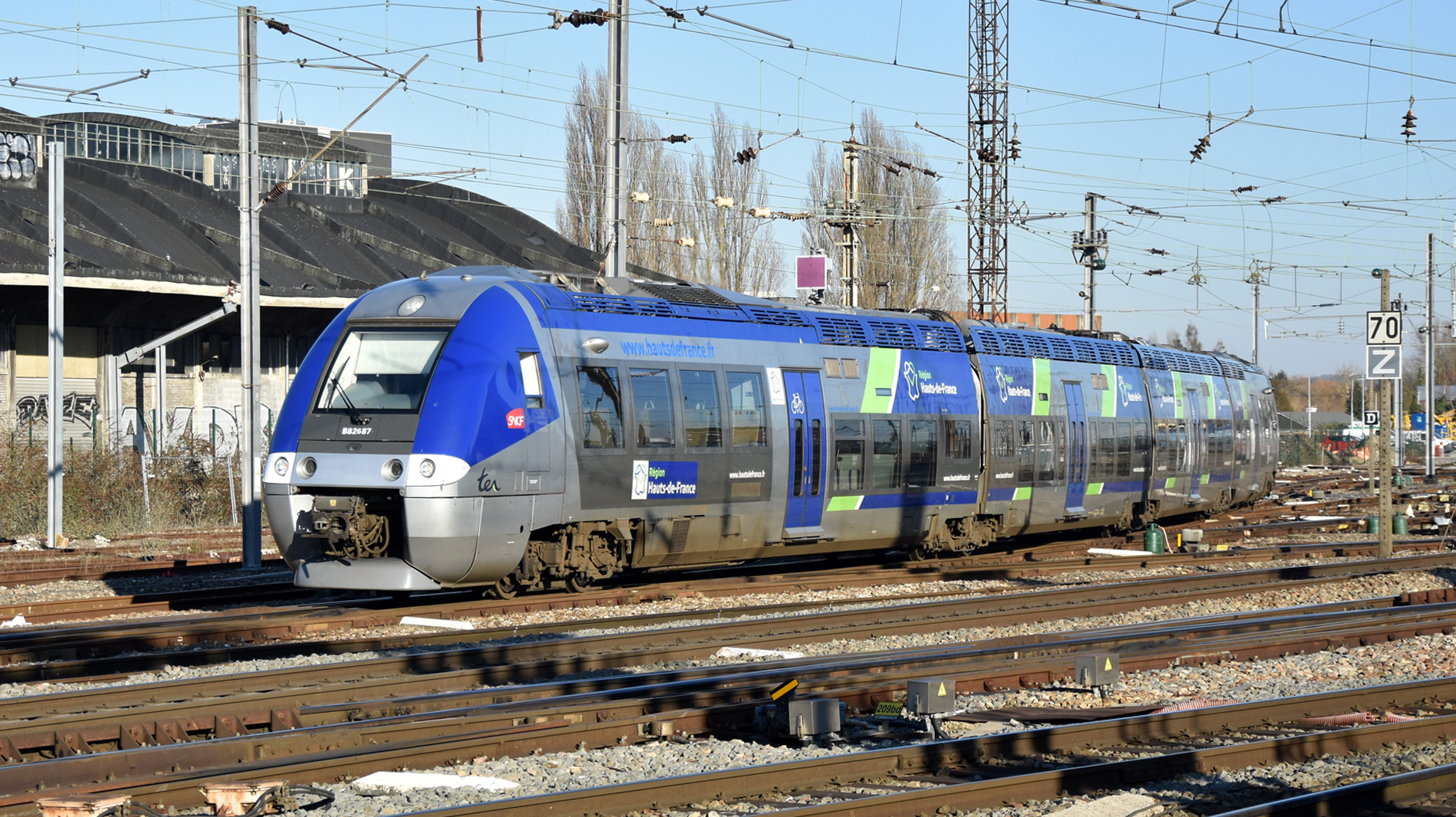
B 82687/88 - va se mettre à quai dans la gare d'Amiens (Somme).

- Lille-Flandres – Comines (Ligne à l'abandon depuis quelques années)
- Lille-Flandres – Tournai
- Lille-Flandres – Calais-Ville
- Lille-Flandres – Dunkerque
- Lille-Flandres – Saint-Pol-sur-Ternoise
- Lille-Flandres - Lens via Don Sainghin
- Dunkerque – Calais-Ville
- Creil – Busigny
- Creil – Amiens
- Amiens – Saint-Quentin
- Amiens – Compiègne
- Laon – Paris (Exceptionnellement)
- Laon – Crépy-en-Valois
- Lens-Arras

### TER Normandie
- Rouen-Rive-Droite – Dieppe
- Rouen-Rive-Droite – Le Havre
- Rouen-Rive-Droite – Caen

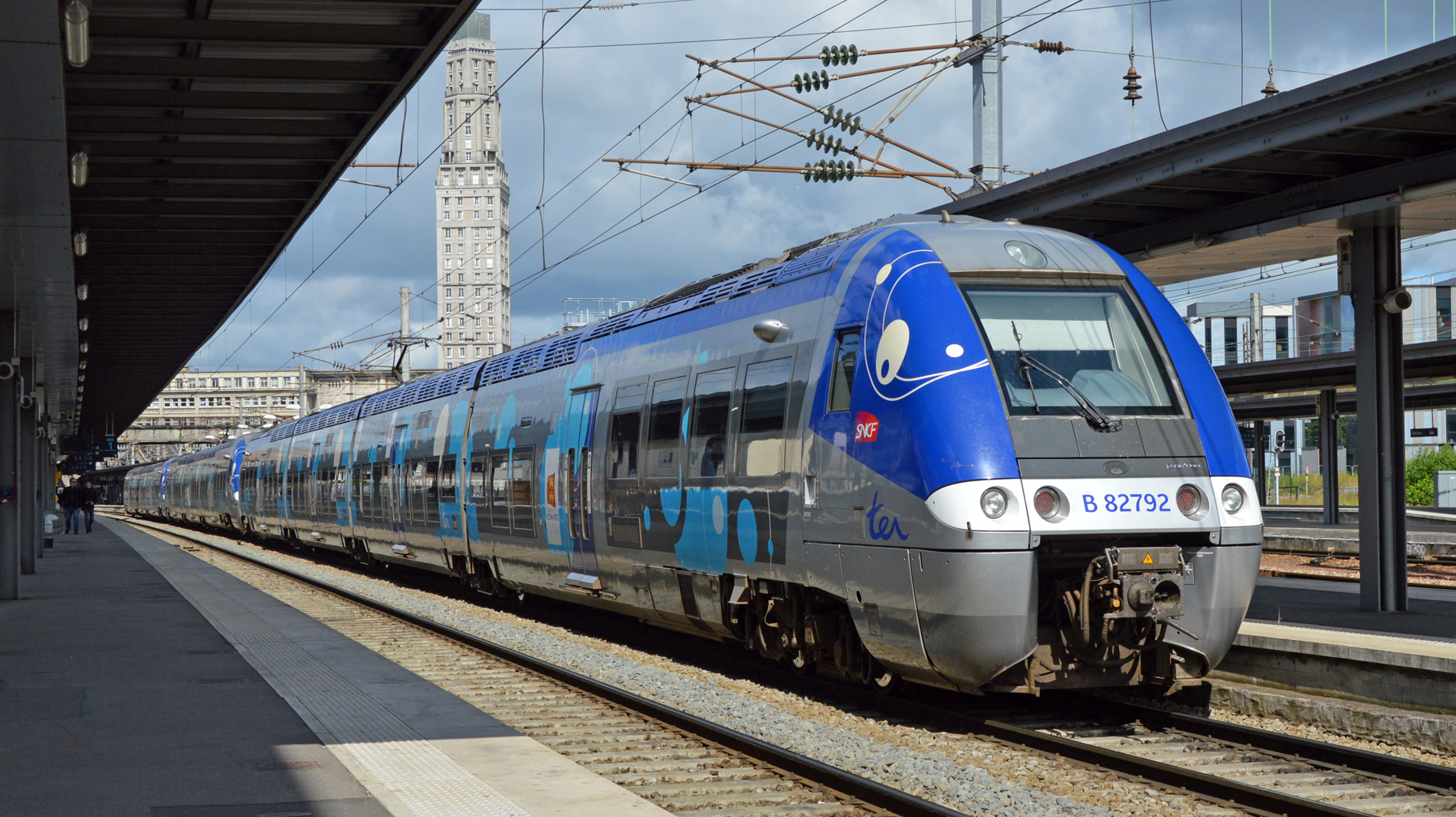
B 82791/92 + Z 27575/76 + Z 27621/22 en gare d'Amiens.

- Caen – Coutances – Granville – Rennes
- Caen – Argentan – Alençon – Le Mans – Tours

### TER Nouvelle-Aquitaine
Les engins appartenant à l'ex-réseau TER Poitou-Charentes circulent sur les axes suivants :
- Tours – Poitiers – Niort – La Rochelle-Ville
- Châtellerault – Poitiers – Angoulême
- Angoulême – Saintes – Royan
- La Rochelle-Ville – Saintes – Royan

Les B 82500 sont en priorité engagés sur l'axe Tours – Poitiers – La Rochelle, en raison de leur capacité à circuler sous caténaire 1 500 puis 25 000 volts. Leur aptitude à rouler sur ligne non électrifiée permet également de les acheminer sur leur site d'entretien, le Technicentre de Saintes, en empruntant la ligne de Nantes-Orléans à Saintes, entre La Rochelle et Saintes. Ils sont au nombre de dix et voisinent avec les B 81500 qui circulent principalement sur les autres relations électrifiées ou non de la région. Il peut cependant arriver, à titre exceptionnel, que ces engins se retrouvent sur les autres lignes assurées normalement par les B 81500.

### Transilien ligne P

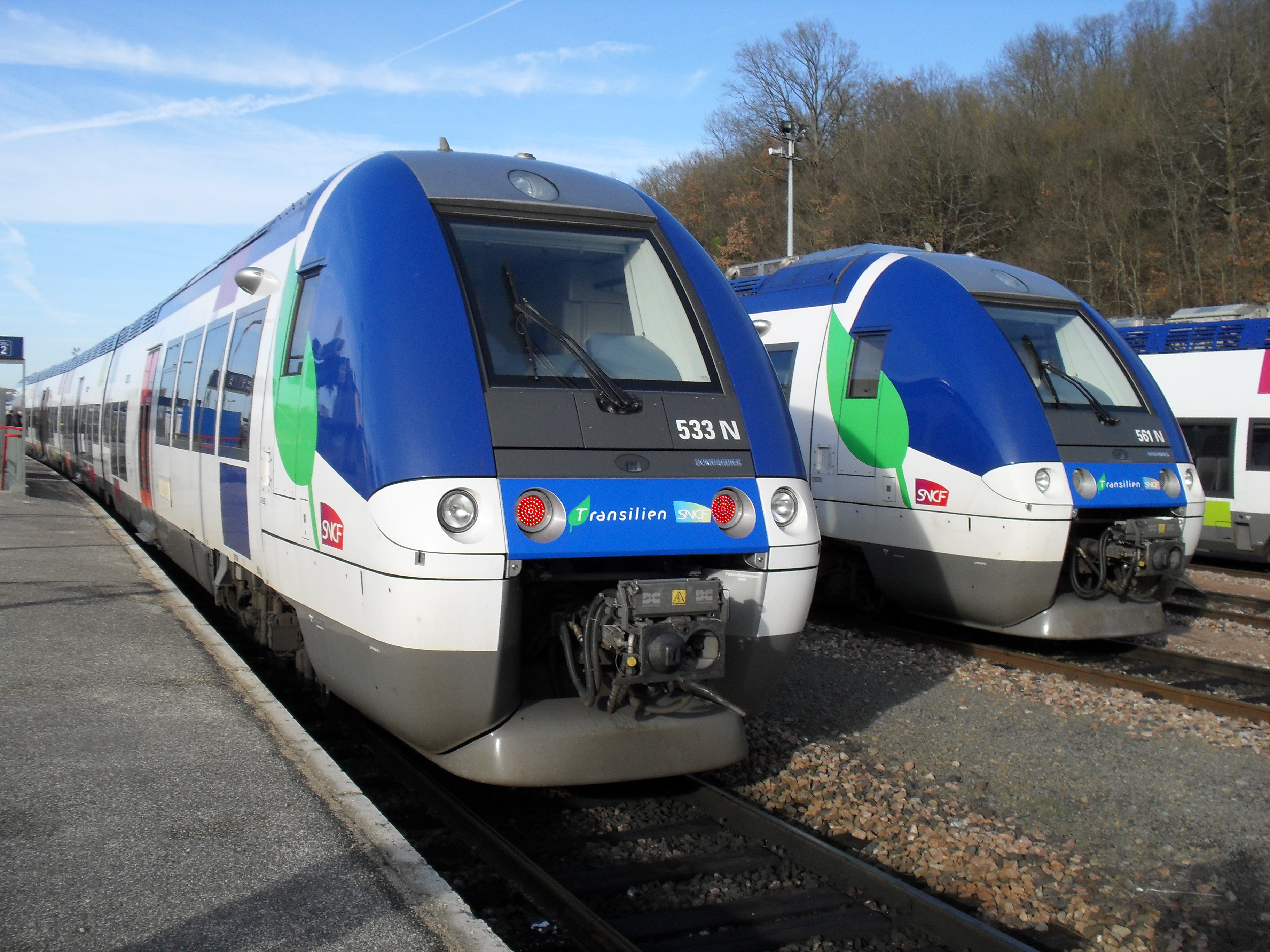
Des B 82500 à Longueville.

- Paris-Est – Longueville – Provins du 2 février 2008 jusqu’au 4 octobre 2022[12]

- Paris-Est – Meaux – La Ferté-Milon  depuis le 6 septembre 2010[13],[14],[15]

## Répartition du parc

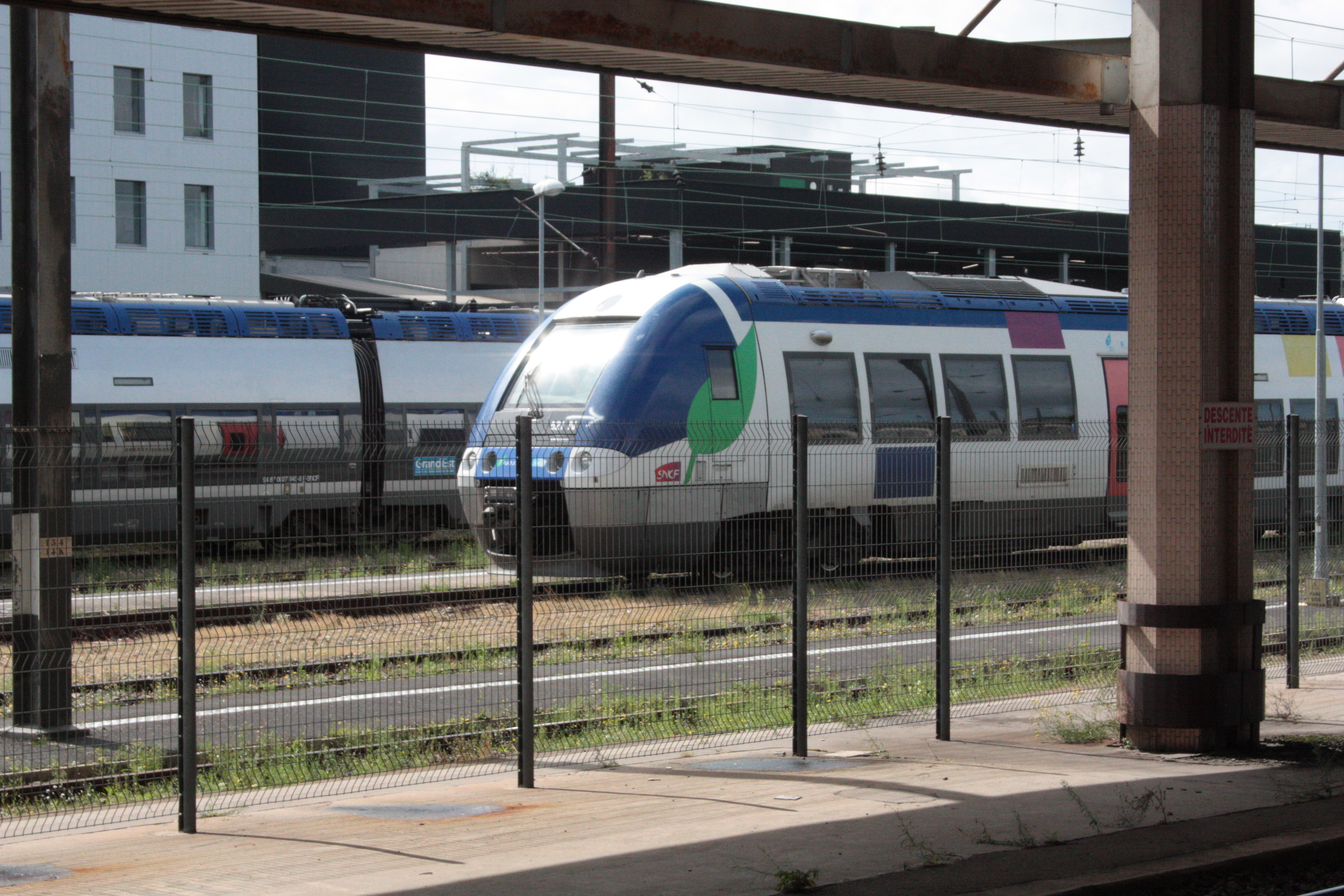
Un B 82500 à la gare de Metz-Ville.

### Propriétaires
Au 29 janvier 2024, les 140 B 82500 sont détenus par 8 propriétaires répartis de la façon suivante :
| Propriétaire               | Effectif total | STF                                                                     | Observation                                                                                |
| -------------------------- | -------------- | ----------------------------------------------------------------------- | ------------------------------------------------------------------------------------------ |
| Auvergne-Rhône-Alpes       | 29             | STF Rhône-Alpes                                                         | 1 rame est issue de la région Île-de-France                                                |
| Bretagne                   | 12             | STF Bretagne                                                            | 4 rames sont issues de la région île-de-France                                             |
| Grand Est                  | 15             | STF Champagne-Ardenne : 8 STF Alsace : 5 STF IDF lignes E - P et T4 : 2 | Les rames affectées à la STF IDF lignes E - P et T4 sont louées à la région Île-de-France. |
| Hauts-de-France            | 46             | STF Hauts-de-France (Calais) : 30 STF Hauts-de-France (Longueau) : 16   | 1 rame louée à la région Île-de-France                                                     |
| Île-de-France              | 13             | STF IDF lignes E - P et T4                                              |                                                                                            |
| Normandie                  | 13             | STF Normandie                                                           | 4 rames sont issues de la région île-de-France                                             |
| Nouvelle-Aquitaine         | 10             | STF Aquitaine                                                           |                                                                                            |
| Provence-Alpes-Côte d'Azur | 2              | STF Provence-Aples-Côte d'Azur                                          | 2 rames sont issues de la région île-de-France                                             |

### Dépôts titulaires
Au 29 janvier 2024, les 140 exemplaires de B 82500 en service sont gérés par 9 supervisions techniques de flotte (STF) répartis de la façon suivante :
| STF                            | Effectif total | Propriétaires                          | Observation                            |
| ------------------------------ | -------------- | -------------------------------------- | -------------------------------------- |
| STF Aquitaine                  | 10             | Nouvelle-Aquitaine                     |                                        |
| STF Bretagne                   | 12             | Bretagne                               |                                        |
| STF Champagne-Ardenne          | 8              | Grand Est                              |                                        |
| STF Alsace                     | 5              | Grand Est                              |                                        |
| STF Normandie                  | 13             | Normandie                              |                                        |
| STF Hauts-de-France (Calais)   | 30             | Hauts-de-France                        |                                        |
| STF Hauts-de-France (Longueau) | 16             | Hauts-de-France                        |                                        |
| STF IDF lignes E - P et T4     | 13             | Île-de-France                          |                                        |
| STF IDF lignes E - P et T4     | 3              | 2 Grand Est (Alsace) 1 Hauts-de-France | Rames louées à Île-de-France Mobilités |
| STF Rhône-Alpes                | 29             | Auvergne-Rhône-Alpes                   |                                        |
| STF Provence-Aples-Côte d'Azur | 2              | Provence-Aples-Côte d'Azur             |                                        |

## Coût
Les vingt-quatre rames AGC hybrides commandées en 2006 par le Syndicat des transports d'Île-de-France (STIF) et par la SNCF ayant donné lieu à un financement d'un total de 136 millions d'euros, le prix d'un B 82500 est approximativement de 5 700 000 euros.

## Modélisme
- La firme LS Models reproduit en HO cette automotrice (Transilien, Nord-Pas-de-Calais, Bretagne).